# 21488 Danyellelee
21488 Danyellelee è un asteroide della fascia principale. Scoperto nel 1998, presenta un'orbita caratterizzata da un semiasse maggiore pari a 2,1895974 UA e da un'eccentricità di 0,0444540, inclinata di 4,46691° rispetto all'eclittica.